# Please (Pet Shop Boys)
Please is het eerste album van de Pet Shop Boys. Het album is geproduceerd door Stephen Hague en in 1986 uitgebracht op het Parlophone label van EMI.
Na het wereldwijde succes van de tweede uitvoering van de hit West End Girls in 1985 en 1986 werd er besloten een album op te nemen. Het album bestaat voor een deel uit nummers die al waren geschreven voordat de Pet Shop Boys doorbraken.

## Tracks
1. Two Divided by Zero (03:34)
2. West End Girls (04:45)
3. Opportunities (Let's Make Lots of Money) (03:44)
4. Love Comes Quickly (04:19)
5. Suburbia (05:05)
6. Opportunities (reprise) (00:33)
7. Tonight Is Forever (04:31)
8. Violence (04:27)
9. I Want a Lover (04:05)
10. Later Tonight (02:46)
11. Why Don't We Live Together? (04:44)

## Singles
Van het album werden de volgende singles uitgebracht:
- West End Girls (28 oktober 1985)
- Love Comes Quickly (24 februari 1986)
- Opportunities (Let's Make Lots of Money) (19 mei 1986)
- Suburbia (22 september 1986)

N.B.: een eerste versie van Opportunities (Let's Make Lots of Money) werd al door Parlophone op single uitgebracht op 1 juli 1985. Deze versie werd geen hit en staat ook niet op het oorspronkelijke album. Deze versie is wel te vinden op een heruitgave uit 2001.

## Heruitgaven

### 4 juni 2001
In 2001 werd het album geremasterd en op 4 juni in dat jaar opnieuw uitgebracht als een dubbel-cd (EMI 7243 530504 2 9 / EAN 0724353050429). De eerste cd is het originele album. De tweede, getiteld Further Listening 1984-1986, bevat nummers en mixen uit dezelfde periode als het album, die deels voor het eerst op cd verschenen of zelfs nog niet eerder waren uitgebracht.
Het artwork van de voorkant van het album is gebaseerd op de originele lp-uitgave. De oorspronkelijke cd-uitgave had een iets afwijkende compositie. De achterkant werd geheel opnieuw ontworpen.
De tracks op de tweede cd zijn:
1. A Man Could Get Arrested (04:09)
2. Opportunities (Let's Make Lots of Money) (full length original seven-inch) (04:36)
3. In the Night (04:51)
4. Opportunities (Let's Make Lots of Money) (original twelve-inch mix) (07:00)
5. Why Don't We Live Together? (original New York mix) (05:14)
6. West End Girls (full length dance mix) (06:39)
7. A Man Could Get Arrested (seven-inch B-side) (04:51)
8. Love Comes Quickly (dance mix) (06:50)
9. That's My Impression (disco mix) (05:19)
10. Was That What It Was? (05:17)
11. Suburbia (the full horror) (08:58)
12. Jack the Lad (04:32)
13. Paninaro (Italian remix) (08:38)

### 13 februari 2009
Op 13 februari 2009 werd het oorspronkelijke album opnieuw uitgebracht, als budgetrelease (EMI 2682892 (EMI) / EAN 5099926828923). Deze uitgave bestaat uit de eerste cd van de geremasterde uitgave uit 2001. Het artwork is weer teruggebracht tot het oorspronkelijke cd-artwork, inclusief de achterkant.

## Trivia
- Volgens het duo is de titel van het album gekozen zodat mensen in de platenzaak konden vragen "Can I have the Pet Shop Boys album, Please?"
- Het originele album-artwork is een kleine foto van de Pet Shop Boys met daaronder de bandnaam en titel van het album, omringd door een groot wit vlak. Met name op de vinyl-albums was dat een kleine revolutie. EMI in Nederland vond dit marketing-technisch niet handig en bracht een eigen versie van de lp uit, waarbij de foto en de titel de volledige oppervlakte besloegen.
- Het nummer Two Divided by Zero bevat samples van de "Speak & Spell"-rekenmachine voor kinderen van Texas Instruments.
- De singleversie van Suburbia is een geremixte versie van de versie op Please. Het nummer haalde plaats 3 in de Nederlandse hitlijsten en is daarmee de enige Pet Shop Boys-single die in Nederland beter presteerde dan in Groot-Brittannië (nr. 8).
- Het nummer Violence werd begin jaren 90 opnieuw opgenomen voor een benefietconcert in nachtclub Haçienda. Deze nieuwe versie verscheen in 1993 als B-kant van de single I Wouldn't Normally Do This Kind of Thing en werd in 1995 uitgebracht op het album Alternative.
- Het nummer Tonight Is Forever werd in 1989 gecoverd door Liza Minnelli op het door de Pet Shop Boys geproduceerde album Results.
- Het nummer Paninaro is alleen in Italië uitgebracht op (maxi)single. Er bestaat ook een videoclip van het deze versie. In 1995 zou een remake van Paninaro (Paninaro '95) in de rest van Europa en in Japan op single worden uitgebracht.